# Хайнрих фон дем Вердер
Хайнрих фон дем Вердер (на немски: Heinrich von dem Werder; * ок. 1578, Грьобциг; † 1636) е благородник от древния род Вердер от Саксония-Анхалт, господар във Вердерсхаузен и Грьобциг.

## Биография
Той е син на Гебхард фон дем Вердер (1539 – 1612) и Катарина фон Хан. Дядо му Хартвиг фон дем Вердер († 1567) купува малско преди смъртта си Грьобциг.
Хайнрих фон дем Вердер и братята му, преводача и поет на църковни песни Дидерих фон дем Вердер (1584 – 1657) и Куно Хартвиг фон дем Вердер, са приети в литературното общество „Fruchtbringende Gesellschaft“.

## Фамилия
Хайнрих фон дем Вердер се жени на 18 март 1617 г. в Калбе за Елизабет фон Алвенслебен (* 31 януари 1593, Лангенщайн; † 20 октомври 1624, Грьобциг), дъщеря на Лудолф XIV фон Алвенслебен (1554 – 1626) и Аделхайд фон Велтхайм (1569 – 1626). Те имат един син:
- Гебхард Парис фон дем Вердер (* 19 април 1621, Грьобциг; + 19 февруари 1679, Грьобциг), господар в Грьобциг (1621 – 1679), таен съветник в Анхалт, камердиректор, хауптман, женен на 3 февруари 1650 г. за Доротея фон Бартенслебен.